# Tosny
Tosny là một xã trong vùng hành chính Normandie, thuộc tỉnh Eure, quận Les Andelys, tổng Gaillon-Campagne. Tọa độ địa lý của xã là 49° 13' vĩ độ bắc, 01° 22' kinh độ đông. Tosny nằm trên độ cao trung bình là 32 mét trên mực nước biển, có điểm thấp nhất là 7 mét và điểm cao nhất là 78 mét. Xã có diện tích 15,02 km², dân số vào thời điểm 1999 là 569 người; mật độ dân số là 38 người/km².

## Thông tin nhân khẩu
| 1926 | 1931 | 1936 | 1946 | 1954 | 1962 | 1968 | 1975 | 1982 | 1990 | 1999 |
| ---- | ---- | ---- | ---- | ---- | ---- | ---- | ---- | ---- | ---- | ---- |
| 226  | 217  | 212  | 218  | 206  | 233  | 303  | 362  | 362  | 446  | 569  |